# 万佐内和圣卡洛
万佐内和圣卡洛（義大利語：Vanzone con San Carlo）是意大利韦尔巴诺-库西亚-奥索拉省的一个市镇。总面积16平方公里，人口443人，人口密度27.7人/平方公里（2009年）。ISTAT代码为103070。